# Уйський район
Уйський муніципальний район — муніципальне утворення в Челябінській області Російської Федерації.
Адміністративний центр - село Уйське.

## Географія
Площа території - 194,7 тис. га, сільськогосподарські угіддя - 129,15 тис.га.

## Історія
В 1742 році, в ланцюзі Оренбурзької Неплюєвської «лінії» щодо захисту Південно-східних рубежів Російської імперії від набігів кочівників була заснована Уйська фортецю. Заклав її воєвода Ісетської провінції підполковник Петро Бахметьєв. Наприкінці XVIII століття в ході реорганізації адміністративного поділу Оренбурзького козацького війська Уйська фортеця була перетворена в станицю.
За радянської влади район, як адміністративно-територіальна одиниця визначений у грудні 1926 року. В 1929 році в районі почав створюватися перші радгосп «Уйське». До середини тридцятих років у районі діяло 48 сільгоспартілей, і він отримав назву «Колгоспного».
З 1962 по 1964 роки район був ліквідований і входив до складу Чебаркульского, а з 1965 року - відновлений з нинішньою назвою - Уйський район.

## Населення
Населення - 24 093 чол.

## Освіта
У районі 71 освітня установа, а також є ПТУ, навчально-виробничий комбінат.